# Oberseener Dorfbach
Der Oberseener Dorfbach ist ein 1,7 Kilometer langer rechter Zufluss des Mattenbachs in Winterthurer Stadtkreis Seen. Benannt ist er nach dem Quartier Oberseen, das er hauptsächlich durchfliesst.
2008 wurde der Oberlauf des Baches saniert, damit dieser in Zukunft einem Jahrhunderthochwasser standhält.

## Geographie

### Verlauf
Der Bach entspringt im Waldgebiet Nübrechten unterhalb des Chölbergs auf einer Höhe von 567 m ü. M. Nach dem Waldgebiet fliesst der Bach parallel zur Köhlbergstrasse in Richtung Oberseen. Eingangs Siedlungsgebiet unterquert er zuerst das Gelände einer Reitschule und fliesst danach nördlich am ehemaligen Dorfzentrum vorbei. Er fliesst dabei bis zur Landvogt-Waser-Strasse vorwiegend zwischen Wohnhäusern hindurch. Danach folgt er während rund 300 Metern entlang der Landvogt-Waser- und der Bachwiesenstrasse nahe dem Strassenverlauf. Danach unterquert er die Geleise der Tösstalbahn, fliesst die restlichen Meter seines Verlaufs auf Gebiet des Quartiers Büelwiesen zwischen Häusern hindurch und mündet schliesslich unterhalb des Bacheggliwegs in den Mattenbach.

### Flusssystem Mattenbach
- Fliessgewässer im Flusssystem Mattenbach